# Arnoldi Chronica Slavorum
Arnoldi Chronica Slavorum est la suite, rédigée par Arnold de Lübeck, de la Chronica Slavorum de Helmold. Sa rédaction prit fin en 1209.